# Преподобни Дамјан Нови
Преподобномученик Дамјан Нови је хришћански православни светитељ. Пострадао је 1568. године.
Успомена на Светог Дамјана празнује се у православној цркви 14. фебруара (по јулијанском календару) и прве недеље јула.

## Биографија
Свети Дамјан је рођен 1512. године (према другим изворима око 1495. године) у селу Рихово (или Мерихово - сада Аја Тријада у области Кардица) у Тесалији, за време турског султана Бајазита I. Родитељи су му били сиромашни, али побожни и према локалним предањима носили су презиме Канелис (грч. κανελλα). У младости се замонашио, у манастиру Филотеју на Светој Гори. Неколико година касније, како каже древни синаксар, „највише заволевши врлину“, прешао је на пустињски живот под вођством подвижника и чудотворца Дометија, испуњеног благодаћу (помен се празнује 20. августа). После 3 године непрестаног подвига, Свети Дамјан је чуо Божји глас упућен себи: „Дамјане не тражи само своју корист, него и туђу! Напустивши тада Свету Гору, отишао је проповедајући реч Божију кроз села која се налазе у близини планине Олимп, у области горе Кисавоса (Осе) - од града Ларисе до Аграфа у Тесалији. Сматра се да је у град Олимп отишао због свог сународника – игумана манастира Филотеја Дионисија (помиње 24. јануара), који се око 1524. године преселио на Олимп.
Ту је обновио и опремио манастир Чесног Крститеља, који је постао духовни центар читавог Централног дела Грчке. Живећи на Олимпу, Свети Дамљан је учио покајању и подстицао поробљене хришћане да крену путем испуњења воље Божије: да избегавају неправду према другима и сваку другу неистину. Убрзо је, међутим, постао омражен од Турака и многих који су себе називали хришћанима, али су живели у злу и осуђивали монаха. Тврдили су да је био у заблуди, клеветали га, ометали га на све могуће начине и покушавали да га убију. Светитељ се, повукао на периферију Ларисе. И тамо је трпео нападе људи, па се повукао у планински град Аграфа, где је живео око 10 година у манастиру Богородице Пеликити, проповедајући јеванђелске истине. Ту је 1529. године завршио изградњу манастира, за који се верује да је био игуман. 
У Аграфу су неки клеветали светог Дамјана, називајући га лажним монахом који без разлога узнемирава народ. Због ових сметњи, Дамјан прелази у Кисавос, и тамо проповеда у његовом источном делу – у близини града Аје. Монаси се окупљају око светитеља и због тога је 1550. године у јужном делу планине на надморској висини од око 1100 м подигао манастир Светог Јована Крститеља, познат као Манастир Часног Крститеља, 4 км од села. Селициани (сада Анатоли). Манастир је поседовао око 200 хектара ораница, 20 хектара винограда, држао је око 1.500 оваца и до 150 волова. Међутим, сам Дамјан, иако је био игуман новог манастира, из навике подвижничког начина живота, остао је сам – у пећини (аскитирион), подигнутој 3 км западно, испод велике висеће стене, која је одвојена од манастира клисуром пресушеног планинског потока. Пећина се налази на месту древног манастирског центра званог „ћелија планина“. Тако је Дамјан наставио свој боравак у цинамонијуму, подвизавајући се у пећини, пре свега, молећи се и истовремено поучавајући многе. 
Многи верници из околине дошли су у манастир да чују његове речи и добију савет. Непрестано је проповедао реч Божију. Чак ни у Лариси, где се налазио турски владар региона, светитељ се није плашио да разоткрије среброљубље, неморал и похлепу богатих турских владара. Бескомпромисношћу своје проповеди, дамјан. је утицао на интересе не само Турака, већ и Јевреја Ларисе, који су чинили већину њеног становништва. Упорно је позивао хришћане да недељом ни на који начин не учествују у трговачким и другим пословима, већ да их посвете молитви и Богу. Турци и Јевреји добијали су велику економску корист од трговине на недељним пијацама, које су се одржавале као празници. Светитељева проповед припремала је хришћане за независност од својих поробљивача – пре свега, духовно. Дакле, оптуживање светитеља да позива људе да недељом одбију да учествују у трговини било је сасвим довољно да га осуди на смрт вешањем.

## Дамјанова смрт
Крајем 1568. године игуман Дамјан је по монашким пословима и ради проповеди отишао у село Вулгарини (сада Елафо) код Аје, где су га Турци ухватили и одвели владару области у Ларису. На владарско питање о истинитости оптужби на његов рачун, светитељ је одговорио са великом храброшћу, потврдивши да је заиста позивао хришћане да буду постојани у вери. Владар је одлучио да светитеља строго казни (пребије) и задржи га у тамници, оковавши му врат и ноге тешким ланцима. У селу Вулгарини су га држали 15 дана, задајући му сваки дан по 100 удараца штапом и наводећи га да се одрекне своје вере. Свака 2-3 дана по један од стражара доносио му је само воду и хлеб. Дамјана је поново позвао владар, који га је наговорио да промени веру. Светитељ је остао непоколебљив. Владар је наредио да монаха муче, обесе и спале његово тело.
После батина, окрвављени мученик је одведен на место опште сахране - поред реке Пињос. Обесили су га на огроман платан, а и пре него што је умро, један од стражара га је снажно ударио секиром по глави. Конопац је пукнуо и светац, још жив, бачен је у велики огањ који је већ био припремљен. Бојећи се да хришћани не покупе мошти светитеља, Турци су са огња сакупили сав пепео и расули га по води реке.
4 године након његове смрти, почело је његово поштовање као локалног светитеља Тесалије.